# Nules (kommunhuvudort)
Nules är en kommunhuvudort i Spanien.   Den ligger i provinsen Província de Castelló och regionen Valencia, i den östra delen av landet, 300 km öster om huvudstaden Madrid. Nules ligger 21 meter över havet och antalet invånare är 13 490.
Terrängen runt Nules är platt åt sydost, men åt nordväst är den kuperad. Havet är nära Nules åt sydost. Runt Nules är det ganska tätbefolkat, med 248 invånare per kvadratkilometer. Närmaste större samhälle är Castelló de la Plana, 17,3 km nordost om Nules. 